# Akamai
Akamai Technologies – jedno z największych przedsiębiorstw na świecie zajmujących się przechowywaniem danych i przyśpieszeniem pracy w internecie. Akamai obsługuje około 30% całego ruchu w internecie.
Spółka posiada 240 tys. serwerów w ponad 110 krajach na świecie. Do około 2900 klientów należą m.in. Yahoo!, Airbus, Audi, BMW, eBay, Apple, Philips, Red Bull, Logitech, Microsoft, Facebook i Steam.
Główna siedziba Akamai znajduje się w Cambridge w USA. W listopadzie 2011 spółka otworzyła swój oddział w Krakowie.

## Historia i rozwój
Firma Akamai została założona w kwietniu 1998 przez dwóch matematyków z Massachusetts Institute of Technology, Toma Leightona i Daniela M. Lewina, których wsparli Jonathan Seelig, Paul Sagan i George Conrades. W firmę Akamai zainwestowały takie firmy jak Apple czy Cisco Systems – odpowiednio po 12 i 49 milionów dolarów.
W 2000 roku firma Akamai nabyła serwis Network24 Communications za kwotę 200 milionów dolarów. Dzięki połączeniu powstał największy na świecie dostawca mediów strumieniowych oraz innych szerokopasmowych zastosowań. Wszyscy oferenci zarządzali razem 3000 serwerów w 100 sieciach, które były rozlokowane w 40 krajach.
Podczas ataku terrorystycznego 11 września 2001 roku na pokładzie pierwszego samolotu (który uderzył w północną wieżę World Trade Center) zginął Daniel M. Lewin, pełniący wtedy funkcję CEO.
85% użytkowników internetu na świecie jest w odległości jednego „przeskoku” od serwerów Akamai. Sieć ta nie przejmuje odpowiedzialności za treść, która jest dystrybuowana dzięki firmie Akamai. Nie kontroluje ona także treści, które są rozpowszechniane przez klientów, ani użytkowników tej sieci.
W grudniu 2013 Akamai przejęło dostawcę usług związanych z bezpieczeństwem, firmę Prolexic Technologies.